# Imma autodoxa
Imma autodoxa är en fjärilsart som beskrevs av Edward Meyrick 1886. Imma autodoxa ingår i släktet Imma och familjen Immidae. Inga underarter finns listade i Catalogue of Life.